# Синагога Нитры
Синагога Нитры — охраняемый памятник архитектуры, расположенный в городе Нитра, Словакия.

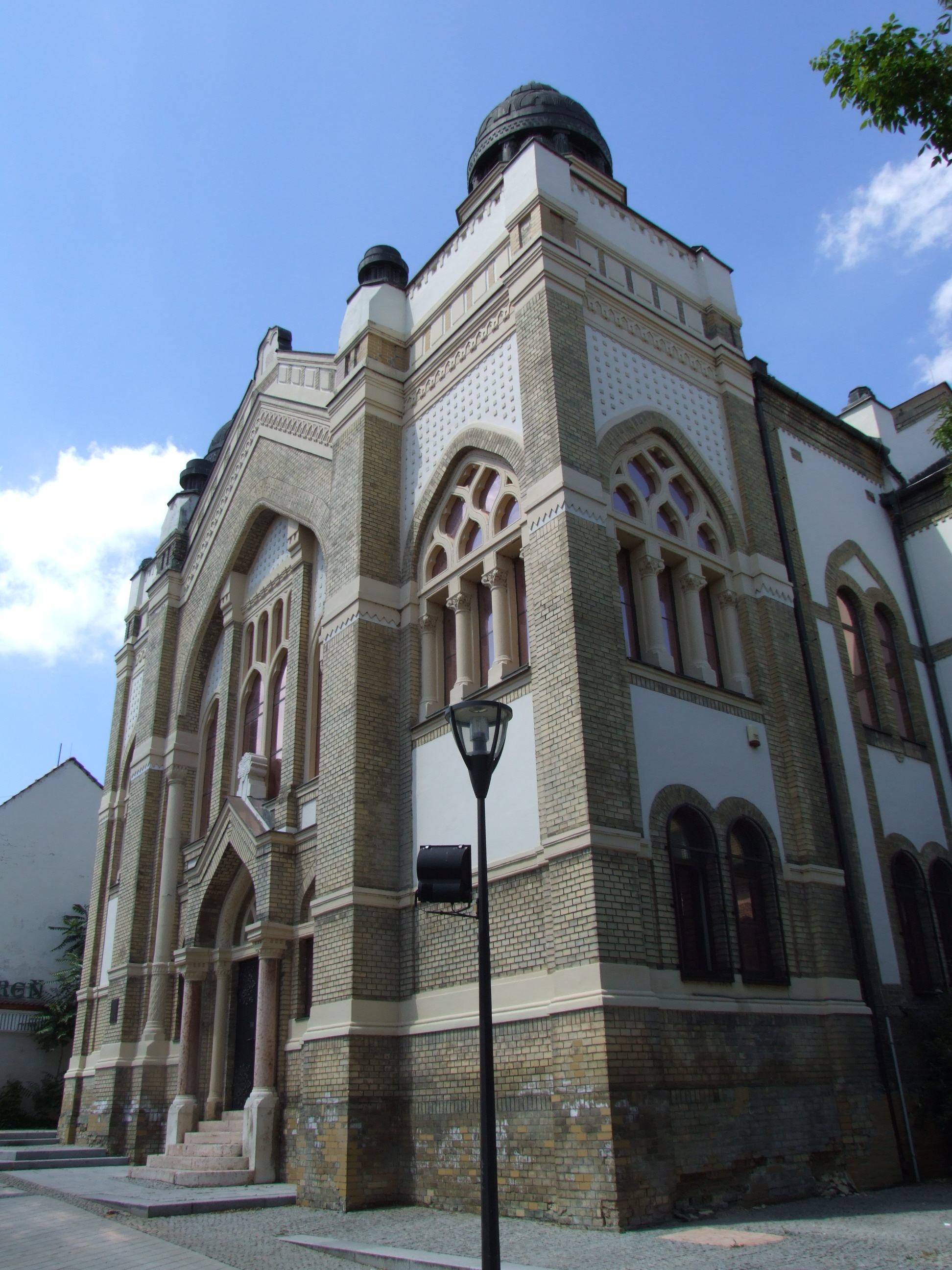

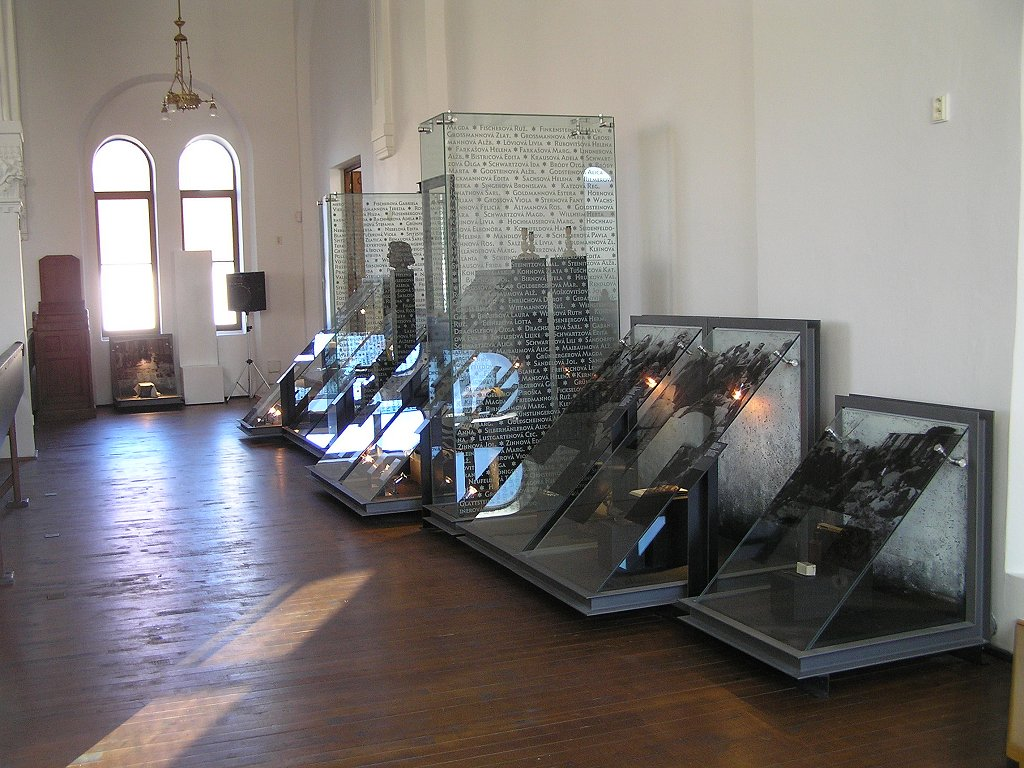
Экспозиция холокоста 2008 г.

## История
Здание построено в 1910—1911 гг. Спроектировано венгерским архитектором Леопольдом Баумхорном, на базе его же подобных проектов в других городах Венгрии и Словакии (синагога в Люченцах, Липтовски-Микулаш). После Второй мировой войны синагога не функционировала некоторое время, затем была передана в городское управление и в 2004 была реконструирована. В настоящее время в синагоге проходят концерты, выставки, театральные представления.

## Архитектура
Здание является центральным в квадрате улиц. Стиль — эклектика, присутствуют черты восточной архитектуры. Четыре колонны поддерживают центральный купол. Окна оформлены стилизованными узорчатыми конструкциями.